# Adelopygus decorsei
Adelopygus decorsei är en skalbaggsart som beskrevs av Desbordes 1917. Adelopygus decorsei ingår i släktet Adelopygus och familjen stumpbaggar. Inga underarter finns listade i Catalogue of Life.